# UFC on ESPN: Brunson vs. Holland
UFC on ESPN: Brunson vs. Holland（ユーエフシー・オン・イーエスピーエヌ：ブランソン・バーサス・ホランド、別名UFC on ESPN 21）は、アメリカ合衆国の総合格闘技団体「UFC」の大会の一つ。2021年3月20日、ネバダ州ラスベガスのUFC APEXで開催された。

## 大会概要
本大会ではデレク・ブランソンとケビン・ホランドのミドル級戦が組まれた。

## 試合結果

### プレリミナリーカード
第1試合 フライ級 5分3R
○  ブルーノ・シウバ vs.  JP・ベイズ ×
2R 2:56 TKO（右ストレート）
第2試合 137.5ポンド契約 5分3R
○  モンテル・ジャクソン vs.  ジェシー・ストレーダー ×
1R 1:58 TKO（左フック→パウンド）
※ストレーダーの体重超過によりバンタム級から変更
第3試合 ミドル級 5分3R
○  トレヴィン・ジャイルズ vs.  ロマン・ドリーゼ ×
3R終了 判定3-0（29-28、29-28、29-28）
第4試合 ライト級 5分3R
○  グラント・ドーソン vs.  レオナルド・サントス ×
3R 4:59 KO（パウンド）
第5試合 女子バンタム級 5分3R
○  メイシー・チアソン vs.  マリオン・レノー ×
3R終了 判定3-0（29-28、29-28、29-28）

### メインカード
第6試合 ヘビー級 5分3R
○  タイ・トゥイバサ vs.  ハリー・ハンサッカー ×
1R 0:49 TKO（右フック→パウンド）
第7試合 バンタム級 5分3R
○  エイドリアン・ヤネス vs.  グスタボ・ロペス ×
3R 0:27 KO（右ストレート）
第8試合 女子ストロー級 5分3R
○  モンツェラート・ルイス vs.  シャイアン・ベイズ ×
3R終了 判定3-0（29-28、29-28、29-27）
第9試合 ウェルター級 5分3R
○  マックス・グリフィン vs.  ソン・ケナン ×
1R 2:20 KO（右ストレート）
第10試合 ミドル級 5分3R
○  デレク・ブランソン vs.  ケビン・ホランド ×
5R終了 判定3-0（49-45、49-46、49-46）

### 各賞
ファイト・オブ・ザ・ナイト：該当無し
パフォーマンス・オブ・ザ・ナイト：マックス・グリフィン、エイドリアン・ヤネス、グラント・ドーソン、ブルーノ・シウバ
各選手にはボーナスとして5万ドルが授与された。

### カード変更
負傷などによるカードの変更は以下の通り。